# Општина Капушу Маре (Клуж)
Капушу Маре (рум. Cãpuşu Mare) општина је у Румунији у округу Клуж.
Oпштина се налази на надморској висини од 670 m.